# Music! Music! Music!
"Music! Music! Music!" – popularna piosenka napisana przez Stephena Weissa i Berniego Bauma, opublikowana w 1949 roku.
Najpopularniejszą wersję utworu nagrała pod koniec 1949 roku Teresa Brewer. W 1950 roku piosenka zajmowała pierwsze miejsca na listach przebojów, a także sprzedała się ponad milionie kopii. Była najlepiej sprzedającym się singlem w Stanach Zjednoczonych przez 17 tygodni począwszy od 04.02.1950 i przez 15 tygodni w Wielkiej Brytanii od 11.03.1950.
Tego samego roku "Music! Music! Music!" w wykonaniu 
brytyjskiej artystki Petuli Clark osiągnęła sukces w Australii. W 1959 roku instrumenatlną wersję utworu nagrał Bill Haley & His Comets, która rok później wydana została jako singel. Własną wersję piosenki nagrali również m.in. grupa R&B The Sensations (1961) oraz piosenkarka Melanie Safka (1976).